# 清朝左都御史列表
清朝左都御史列表，旨在列出清朝历任都察院左都御史。左都御史是都察院最高长官，負責糾察中國十五道、在京百官。相当于中华民国最高法院檢察署檢察總長，或中华人民共和国最高人民检察院检察长等職位。

## 滿缺左都御史
| 序号 | 姓名                          | 籍贯       | 上任时间                                  | 任前职务           | 卸任时间                                  | 卸任原因                         |
| ---- | ----------------------------- | ---------- | ----------------------------------------- | ------------------ | ----------------------------------------- | -------------------------------- |
| 1    | 貝子滿達海 （愛新覺羅氏）     | 滿洲正紅旗 | 顺治元年 （1644年）                       |                    | 順治四年 （1647年）                       |                                  |
| 2    | 多爾濟達爾漢 （博爾濟吉特氏） | 蒙古鑲黃旗 | 順治四年六月戊戌 （1647年7月30日）        | 參政               | 順治七年 （1650年）                       | 授內大臣                         |
| 3    | 卓羅 （佟佳氏）               | 滿洲正白旗 | 順治七年三月癸酉 （1650年4月20日）        | 禮部尚書           | 順治八年閏二月乙丑 （1651年4月7日）       | 解職                             |
| 4    | 噶達渾 （納喇氏）             | 滿洲正紅旗 | 順治八年三月 （1651年）                   | 戶部尚書           | 順治八年五月 （1651年）                   | 仍回戶部尚書                     |
| 5    | 覺善 （李佳氏）               | 滿洲正紅旗 | 順治八年五月乙酉 （1651年6月26日）        | 以副都統兼授       | 順治八年九月丙戌 （1651年10月25日）       | 專任副都統                       |
| 6    | 俄羅塞臣 （郭絡羅氏）         | 滿洲正藍旗 | 順治八年九月丙戌 （1651年10月25日）       | 固山               | 順治九年四月乙卯 （1652年5月21日）        | 休                               |
| 7    | 阿喇善 （博爾濟吉特氏）       | 滿洲鑲黃旗 | 順治九年四月乙卯 （1652年5月21日）        | 固山               | 順治十年 （1653年）                       | 革                               |
| 8    | 屠賴                          | 滿洲鑲藍旗 | 順治十年十月 （1653年）                   | 吏部左侍郎         | 順治十五年九月 （1658年）                 | 免                               |
| 9    | 能圖                          | 滿洲正紅旗 | 順治十五年九月己酉 （1658年10月11日）     | 左副都御使         | 順治十七年正月庚辰 （1660年3月5日）       | 改刑部尚書                       |
| 10   | 阿恩哈                        | 滿洲正黃旗 | 順治十七年六月乙酉 （1660年7月8日）       | 以兵部尚書管       | 順治十八年閏七月庚辰 （1661年8月27日）    | 改戶部尚書                       |
| 11   | 寧古禮                        | 滿洲正藍旗 | 順治十八年閏七月癸巳 （1661年9月9日）     | 禮部右侍郎         | 康熙元年七月戊戌 （1662年9月9日）         | 改戶部尚書                       |
| 12   | 雅布蘭 （覺羅氏）             | 滿洲鑲紅旗 | 康熙元年八月丙辰 （1662年9月27日）        | 刑部尚書           | 康熙五年八月乙卯 （1666年9月5日）         | 去世                             |
| 13   | 尼滿 （富察氏）               | 滿洲鑲黃旗 | 康熙五年七月丁未 （1666年8月28日）        | 刑部尚書           | 康熙八年九月乙未 （1669年9月29日）        | 解職                             |
| 14   | 明珠 （納喇氏）               | 滿洲正黃旗 | 康熙八年九月甲寅 （1669年10月18日）       | 原刑部尚書         | 康熙十年十一月壬申 （1671年12月25日）     | 改兵部尚書                       |
| 15   | 多諾                          | 蒙古鑲黃旗 | 康熙十年十二月戊寅 （1671年12月31日）     | 督捕侍郎           | 康熙十四年十二月庚申 （1676年1月21日）    | 革                               |
| 16   | 介山 （舒舒覺羅氏）           | 滿洲鑲藍旗 | 康熙十四年十二月壬申 （1676年2月2日）     | 戶部右侍郎         | 康熙十六年四月庚戌 （1677年5月5日）       | 改刑部尚書                       |
| 17   | 喀代                          | 滿洲正黃旗 | 康熙十六年四月丁巳 （1677年5月12日）      | 倉場侍郎           | 康熙十六年十月庚午 （1677年11月21日）     | 改兵部尚書                       |
| 18   | 郭四海 （葉赫納喇氏）         | 滿洲正紅旗 | 康熙十七年正月壬辰 （1678年2月11日）      | 倉場侍郎           | 康熙十七年十二月乙亥 （1679年1月20日）    | 改兵部尚書                       |
| 19   | 舒恕 （覺羅氏）               | 滿洲正白旗 | 康熙十八年四月辛巳 （1679年5月20日）      | 吏部左侍郎         | 康熙十九年七月丁酉 （1680年8月4日）       | 革                               |
| 20   | 折爾肯 （鄂濟氏）             | 滿洲正白旗 | 康熙十九年七月乙巳 （1680年8月12日）      | 吏部左侍郎         | 康熙二十年三月壬申 （1681年5月6日）       | 改兵部尚書                       |
| 21   | 薩穆哈 （吳雅氏）             | 滿洲正黃旗 | 康熙二十年五月壬戌 （1681年6月25日）      | 吏部左侍郎         | 康熙二十年十二月丁酉 （1682年1月26日）    | 改工部尚書                       |
| 22   | 達都                          | 滿洲正白旗 | 康熙二十一年二月庚辰 （1682年3月10日）    | 吏部左侍郎         | 康熙二十一年七月戊辰 （1682年8月25日）    | 去世                             |
| 23   | 杭艾                          | 滿洲鑲藍旗 | 康熙二十一年七月庚戌 （1682年8月7日）     | 盛京刑部侍郎       | 康熙二十一年十月庚寅 （1682年11月15日）   | 改兵部尚書                       |
| 24   | 喀爾圖                        | 滿洲正白旗 | 康熙二十一年十月丁酉 （1682年11月11日）   | 倉場侍郎           | 康熙二十二年二月癸酉 （1683年2月26日）    | 改刑部尚書                       |
| 25   | 禧佛 （納喇氏）               | 滿洲鑲白旗 | 康熙二十二年二月己卯 （1683年3月4日）     | 吏部右侍郎         | 康熙二十二年八月戊午 （1683年10月9日）    | 改川陝總督                       |
| 26   | 科爾坤                        | 滿洲鑲黃旗 | 康熙二十二年八月癸亥 （1683年10月14日）   | 吏部左侍郎         | 康熙二十三年十二月乙巳 （1685年1月18日）  | 改戶部尚書                       |
| 27   | 達哈他 （佟佳氏）             | 滿洲正白旗 | 康熙二十三年十二月己酉 （1685年1月22日）  | 吏部右侍郎         | 康熙二十四年九月己卯 （1685年10月19日）   | 改吏部尚書                       |
| 28   | 佛倫 （舒穆祿氏）             | 滿洲正白旗 | 康熙二十四年十二月甲辰 （1686年1月12日）  | 刑部左侍郎         | 康熙二十五年六月乙亥 （1686年8月11日）    | 改工部尚書                       |
| 29   | 阿蘭泰 （富察氏）             | 滿洲鑲藍旗 | 康熙二十五年六月戊寅 （1686年8月14日）    | 吏部左侍郎         | 康熙二十六年二月辛酉 （1687年3月25日）    | 改工部尚書                       |
| 30   | 廖旦                          | 滿洲       | 康熙二十六年二月癸酉 （1687年4月6日）     | 盛京工部侍郎       | 康熙二十六年九月戊子 （1687年10月18日）   | 改刑部尚書                       |
| 31   | 葛斯泰                        | 滿洲       | 康熙二十六年九月戊子 （1687年10月18日）   | 禮部左侍郎         | 康熙二十七年二月甲子 （1688年3月22日）    | 改川陝總督                       |
| 32   | 馬齊 （富察氏）               | 滿洲鑲黃旗 | 康熙二十七年三月乙亥 （1688年4月2日）     | 山西巡撫           | 康熙三十年正月乙卯 （1691年2月26日）      | 改兵部尚書                       |
| 33   | 索諾和                        | 滿洲正藍旗 | 康熙三十年六月癸亥 （1691年7月4日）       | 吏部右侍郎         | 康熙三十年十一月丁巳 （1691年12月25日）   | 改工部尚書                       |
| 34   | 薩海                          | 滿洲鑲黃旗 | 康熙三十年十一月癸亥 （1691年12月31日）   | 吏部左侍郎         | 康熙三十三年閏五月辛未 （1694年6月26日）  | 休                               |
| 35   | 傅臘塔                        | 滿洲鑲黃旗 | 康熙三十三年閏五月壬午 （1694年7月7日）   | 吏部右侍郎         | 康熙三十六年五月丁酉 （1697年7月6日）     | 改刑部尚書                       |
| 36   | 席爾達 （董鄂氏）             | 滿洲鑲紅旗 | 康熙三十六年五月辛丑 （1697年7月10日）    | 禮部左侍郎         | 康熙三十六年九月乙巳 （1697年11月11日）   | 改兵部尚書                       |
| 37   | 哈雅爾圖                      | 滿洲正黃旗 | 康熙三十六年九月乙巳 （1697年11月11日）   | 兵部右侍郎         | 康熙三十八年二月丙辰 （1699年3月17日）    | 降五級調任                       |
| 38   | 玛爾漢                        | 滿洲       | 康熙三十八年五月乙亥 （1699年6月16日）    | 兵部左侍郎         | 康熙三十八年十一月己亥 （1699年12月25日） | 改兵部尚書                       |
| 39   | 哈雅爾圖                      | 滿洲正黃旗 | 康熙三十八年十一月己亥 （1699年12月25日） | 內務府總管         | 康熙三十九年九月丁巳 （1700年11月8日）    | 改理藩院尚書                     |
| 40   | 安布祿                        | 滿洲正白旗 | 康熙三十九年十月乙丑 （1700年11月16日）   | 理藩院左侍郎       | 康熙四十年十一月辛亥 （1701年12月23日）   | 改刑部尚書                       |
| 41   | 敦拜 （瓜爾佳氏）             | 滿洲正藍旗 | 康熙四十年十二月辛未 （1702年1月16日）    | 工部右侍郎         | 康熙四十一年九月己巳 （1702年11月10日）   | 改吏部尚書                       |
| 42   | 溫達 （費莫氏）               | 滿洲鑲黃旗 | 康熙四十一年九月己巳 （1702年11月10日）   | 吏部右侍郎         | 康熙四十三年三月丙寅 （1704年4月30日）    | 改工部尚書                       |
| 43   | 舒輅 （他塔喇氏）             | 滿洲       | 康熙四十三年四月壬申 （1704年5月6日）     | 刑部左侍郎         | 康熙四十四年五月戊寅 （1705年7月6日）     | 革                               |
| 44   | 希福納                        | 滿洲鑲黃旗 | 康熙四十四年九月甲申 （1705年11月9日）    | 吏部右侍郎         | 康熙四十五年十月己丑 （1706年11月9日）    | 改工部尚書                       |
| 45   | 耿額                          | 滿洲       | 康熙四十五年十月戊戌 （1706年11月18日）   | 黑龍江副都統       | 康熙四十六年六月癸未 （1707年7月1日）     | 改刑部尚書                       |
| 46   | 巢可託                        | 滿洲正藍旗 | 康熙四十六年六月丁亥 （1707年7月5日）     | 刑部右侍郎         | 康熙四十六年十二月丙戌 （1707年12月31日） | 改刑部尚書                       |
| 47   | 富甯安 （富察氏）             | 滿洲鑲藍旗 | 康熙四十六年十二月丙戌 （1707年12月31日） | 漢缺左都御史       | 康熙四十七年五月乙酉 （1708年6月27日）    | 改禮部尚書                       |
| 48   | 穆和倫 （喜塔臘氏）           | 滿洲鑲藍旗 | 康熙四十七年五月辛卯 （1708年7月3日）     | 吏部左侍郎         | 康熙四十八年四月甲辰 （1709年5月12日）    | 改禮部尚書                       |
| 49   | 穆丹                          | 滿洲鑲白旗 | 康熙四十八年四月庚戌 （1709年5月18日）    | 吏部左侍郎         | 康熙五十年三月 （1711年）                 | 病免                             |
| 50   | 殷特布                        | 滿洲正紅旗 | 康熙五十年三月壬寅 （1711年4月30日）      | 兵部左侍郎         | 康熙五十年十一月丙戌 （1711年12月10日）   | 改兵部尚書                       |
| 51   | 滿篤                          | 滿洲鑲紅旗 | 康熙五十年十一月壬辰 （1711年12月16日）   | 兵部左侍郎         | 康熙五十一年四月乙亥 （1712年5月27日）    | 改工部尚書                       |
| 52   | 穆丹                          | 滿洲鑲白旗 | 康熙五十一年五月戊申 （1712年6月29日）    | 原任左都御史       | 康熙五十一年十一月己酉 （1712年12月27日） | 去世                             |
| 53   | 揆叙 （納喇氏）               | 滿洲正黃旗 | 康熙五十一年十月丙寅 （1712年11月14日）   | 工部左侍郎         | 康熙五十六年二月辛卯 （1717年3月18日）    | 去世                             |
| 54   | 徐元夢 （舒穆祿氏）           | 滿洲正白旗 | 康熙五十六年正月壬午 （1717年3月9日）     | 浙江巡撫           | 康熙五十七年五月癸丑 （1718年6月3日）     | 改工部尚書                       |
| 55   | 黨阿賴                        | 滿洲鑲紅旗 | 康熙五十七年五月戊辰 （1718年6月18日）    | 兵部左侍郎         | 康熙六十年十一月辛丑 （1722年1月1日）     | 病免                             |
| 56   | 安鮐                          | 滿洲正白旗 | 康熙六十年十二月丁丑 （1722年2月6日）     | 正紅旗漢軍都統     | 康熙六十一年十月戊辰 （1722年11月24日）   | 改杭州將軍                       |
| 57   | 敦拜 （瓜爾佳氏）             | 滿洲正藍旗 | 康熙六十一年十一月庚戌 （1723年1月5日）   | 戶部左侍郎         | 雍正元年十月 （1723年）                   | 免                               |
| 58   | 尹泰 （章佳氏）               | 滿洲鑲黃旗 | 雍正元年十月癸酉 （1723年11月24日）       | 工部左侍郎         | 雍正三年五月癸亥 （1725年7月6日）         | 以原品署理盛京禮部侍郎兼奉天府尹 |
| 59   | 能泰                          | 滿洲鑲白旗 | 雍正三年五月乙丑 （1725年7月8日）         | 左副都御史         | 雍正三年十一月 （1725年）                 | 革                               |
| 60   | 法海 （佟佳氏）               | 滿洲鑲黃旗 | 雍正三年十二月甲子 （1726年1月3日）       | 署理兵部尚書       | 雍正四年二月甲子 （1726年3月4日）         | 改兵部尚書                       |
| 61   | 福敏 （富察氏）               | 滿洲鑲白旗 | 雍正四年二月甲子 （1726年3月4日）         | 吏部右侍郎         | 雍正五年四月己丑 （1727年5月2日）         | 改吏部尚書                       |
| 62   | 查郎阿 （納喇氏）             | 滿洲鑲白旗 | 雍正五年四月己丑 （1727年5月2日）         | 吏部左侍郎         | 雍正六年四月癸卯 （1728年5月31日）        | 改吏部尚書                       |
| 63   | 三泰                          | 滿洲鑲黃旗 | 雍正六年四月癸卯 （1728年5月31日）        | 兵部右侍郎         | 雍正九年三月乙酉 （1731年4月28日）        | 改禮部尚書                       |
| 64   | 鄂爾奇 （西林覺羅氏）         | 滿洲鑲藍旗 | 雍正九年三月壬辰 （1731年5月5日）         | 工部右侍郎         | 雍正九年九月丁卯 （1731年10月7日）        | 改兵部尚書                       |
| 65   | 福敏 （富察氏）               | 滿洲鑲白旗 | 雍正九年九月丁卯 （1731年10月7日）        | 協理兵部左侍郎     | 乾隆三年正月乙卯 （1738年2月20日）        | 遷武英殿大學士                   |
| 66   | 馬爾泰 （蘇完尼瓜爾佳氏）     | 滿洲正黃旗 | 乾隆三年正月乙卯 （1738年2月20日）        | 刑部右侍郎         | 乾隆三年七月丁卯 （1738年8月31日）        | 改兩廣總督                       |
| 67   | 查克旦                        | 滿洲鑲白旗 | 乾隆三年七月丁卯 （1738年8月31日）        | 漕運總督           | 乾隆五年三月辛酉 （1740年4月16日）        | 革                               |
| 68   | 杭奕祿 （完顏氏）             | 滿洲鑲紅旗 | 乾隆五年三月己巳 （1740年4月24日）        | 刑部左侍郎         | 乾隆十一年閏三月癸丑 （1746年5月7日）     | 休                               |
| 69   | 阿克敦 （章佳氏）             | 滿洲正藍旗 | 乾隆十一年閏三月癸丑 （1746年5月7日）     | 吏部左侍郎         | 乾隆十一年五月丙申 （1746年6月19日）      | 改刑部尚書                       |
| 70   | 盛安 （那拉氏）               | 滿洲鑲黃旗 | 乾隆十一年五月丙申 （1746年6月19日）      | 刑部尚書           | 乾隆十三年七月戊戌 （1748年8月9日）       | 改刑部尚书                       |
| 71   | 德通                          | 滿洲鑲紅旗 | 乾隆十三年閏七月癸丑 （1748年8月24日）    | 吏部右侍郎         | 乾隆十五年八月甲午 （1750年9月24日）      | 降                               |
| 72   | 拉布敦 （棟鄂氏）             | 滿洲正黃旗 | 乾隆十五年九月辛亥 （1750年10月11日）     | 工部左侍郎         | 乾隆十五年十一月 （1750年）               | 戰死                             |
| 73   | 木和林                        | 滿洲       | 乾隆十五年十一月丙辰 （1750年12月15日）   | 禮部尚書           | 乾隆二十二年十一月壬子 （1758年1月3日）   | 休                               |
| 74   | 吳拜                          | 滿洲正白旗 | 乾隆二十二年十一月壬子 （1758年1月3日）   | 盛京刑部侍郎       | 乾隆二十三年十月甲戌 （1758年11月21日）   | 休                               |
| 75   | 德敏                          | 滿洲鑲白旗 | 乾隆二十三年十月甲戌 （1758年11月21日）   | 江寧將軍           | 乾隆二十五年十二月丙申 （1761年1月31日）  | 改荊州將軍                       |
| 76   | 永貴 （拜都氏）               | 滿洲正白旗 | 乾隆二十五年十二月丙申 （1761年1月31日）  | 倉場侍郎           | 乾隆二十六年十一月甲寅 （1761年12月15日） | 改禮部尚書                       |
| 77   | 勒彌森 （覺羅氏）             | 滿洲       | 乾隆二十六年十一月丙辰 （1761年12月17日） | 吏部左侍郎         | 乾隆三十年七月戊子 （1765年8月30日）      | 去世                             |
| 78   | 觀保 （索綽羅氏）             | 滿洲正白旗 | 乾隆三十年七月戊子 （1765年8月30日）      | 兵部右侍郎         | 乾隆三十三年十二月庚申 （1769年1月13日）  | 改禮部尚書                       |
| 79   | 素爾訥 （鈕祜祿氏）           | 滿洲正紅旗 | 乾隆三十三年十二月庚申 （1769年1月13日）  | 內閣學士           | 乾隆三十四年十一月乙酉 （1769年12月4日）  | 改刑部尚書                       |
| 80   | 託恩多                        | 滿洲鑲紅旗 | 乾隆三十四年十一月乙酉 （1769年12月4日）  | 原吏部尚書署理     | 乾隆三十四年十一月乙未 （1769年12月14日） | 改西陵總管大臣                   |
| 81   | 觀保 （索綽羅氏）             | 滿洲正白旗 | 乾隆三十四年十一月乙未 （1769年12月14日） | 原禮部尚書署理     | 乾隆三十五年五月壬午 （1770年5月30日）    | 革                               |
| 82   | 永貴 （拜都氏）               | 滿洲正白旗 | 乾隆三十五年五月壬午 （1770年5月30日）    | 降調禮部尚書       | 乾隆三十五年八月己卯 （1770年9月24日）    | 改禮部尚書                       |
| 83   | 觀保 （索綽羅氏）             | 滿洲正白旗 | 乾隆三十五年八月戊寅 （1770年9月23日）    | 革職左都御史       | 乾隆三十九年七月甲戌 （1774年11月7日）    | 革                               |
| 84   | 阿思哈 （薩克達氏）           | 滿洲正黃旗 | 乾隆三十九年七月甲戌 （1774年11月7日）    | 左副都御史         | 乾隆四十一年四月甲子 （1776年6月9日）     | 改漕運總督                       |
| 85   | 素爾訥 （鈕祜祿氏）           | 滿洲正紅旗 | 乾隆四十一年四月甲子 （1776年6月9日）     | 理藩院尚書         | 乾隆四十二年三月辛未 （1777年4月12日）    | 休                               |
| 86   | 邁拉遜 （佟佳氏）             | 滿洲       | 乾隆四十二年三月戊寅 （1777年4月19日）    | 吏部左侍郎         | 乾隆四十四年二月癸亥 （1779年3月25日）    | 病免                             |
| 87   | 申保 （顏札氏）               | 滿洲       | 乾隆四十四年二月丙子 （1779年4月7日）     | 禮部左侍郎         | 乾隆四十六年十一月丁巳 （1782年1月2日）   | 去世                             |
| 88   | 復興 （瓜爾佳氏）             | 滿洲       | 乾隆四十六年十一月丁巳 （1782年1月2日）   | 理藩院右侍郎       | 乾隆四十九年五月辛巳 （1784年7月14日）    | 改工部尚書                       |
| 89   | 阿揚阿 （覺羅氏）             | 滿洲正紅旗 | 乾隆四十九年五月辛巳 （1784年7月14日）    | 刑部左侍郎         | 乾隆五十四年九月庚戌 （1789年11月4日）    | 去世                             |
| 90   | 舒常 （舒穆魯氏）             | 滿洲正白旗 | 乾隆五十四年九月庚戌 （1789年11月4日）    | 內大臣             | 嘉慶三年十一月丁亥 （1799年1月3日）       | 去世                             |
| 91   | 成德 （葉赫氏）               | 滿洲正藍旗 | 嘉慶三年十一月丁亥 （1799年1月3日）       | 吏部左侍郎         | 嘉慶四年三月庚申 （1799年4月6日）         | 改刑部尚書                       |
| 92   | 傅森 （鈕祜錄氏）             | 滿洲鑲黃旗 | 嘉慶四年三月庚申 （1799年4月6日）         | 倉場侍郎           | 嘉慶四年五月庚辰 （1799年6月25日）        | 改兵部尚書                       |
| 93   | 阿迪斯 （章佳氏）             | 滿洲正白旗 | 嘉慶四年五月庚辰 （1799年6月25日）        | 兵部右侍郎         | 嘉慶四年九月壬戌 （1799年10月5日）        | 改成都將軍                       |
| 94   | 達椿 （烏蘇氏）               | 滿洲鑲白旗 | 嘉慶四年九月壬戌 （1799年10月5日）        | 吏部右侍郎         | 嘉慶五年七月丙申 （1800年9月4日）         | 改禮部尚書                       |
| 95   | 書敬 （愛新覺羅氏）           | 宗室       | 嘉慶五年七月丙申 （1800年9月4日）         | 吏部右侍郎         | 嘉慶五年八月戊寅 （1800年10月16日）       | 改廣州將軍                       |
| 96   | 祿康 （愛新覺羅氏）           | 宗室正藍旗 | 嘉慶五年八月己卯 （1800年10月17日）       | 吏部左侍郎         | 嘉慶六年正月壬午 （1801年2月17日）        | 改兵部尚書                       |
| 97   | 西成 （巴雅拉氏）             | 滿洲正白旗 | 嘉慶六年正月壬午 （1801年2月17日）        | 工部右侍郎         | 嘉慶七年四月 （1802年）                   | 去世                             |
| 98   | 普福 （孔格里斯氏）           | 蒙古正黃旗 | 嘉慶七年四月壬子 （1802年5月13日）        | 杭州將軍           | 嘉慶七年十月 （1802年）                   | 去世                             |
| 99   | 恭阿拉 （鈕祜祿氏）           | 滿洲鑲黃旗 | 嘉慶七年十月丙寅 （1802年11月23日）       | 京營左翼總兵       | 嘉慶九年十一月庚戌 （1804年12月26日）     | 改禮部尚書                       |
| 100  | 英善 （薩哈爾察氏）           | 滿洲鑲黃旗 | 嘉慶九年十一月庚戌 （1804年12月26日）     | 刑部右侍郎         | 嘉慶十一年四月乙巳 （1806年6月14日）      | 降三級調任                       |
| 101  | 賡音 （姜佳氏）               | 滿洲正黃旗 | 嘉慶十一年五月己酉 （1806年6月18日）      | 倉場侍郎           | 嘉慶十二年七月甲辰 （1807年8月7日）       | 降職                             |
| 102  | 宜興 （愛新覺羅氏）           | 宗室       | 嘉慶十二年七月甲辰 （1807年8月7日）       |                    | 嘉慶十三年五月甲辰 （1808年6月2日）       | 改步軍統領                       |
| 103  | 特克慎 （郭勒沁齊穆克氏）     | 蒙古正藍旗 | 嘉慶十三年五月甲辰 （1808年6月2日）       | 理藩院右侍郎       | 嘉慶十四年十二月甲辰 （1810年1月23日）    | 休                               |
| 104  | 王集                          | 漢軍正紅旗 | 嘉慶十四年十二月甲辰 （1810年1月23日）    | 正紅旗蒙古都統     | 嘉慶十六年三月乙亥 （1811年4月19日）      | 改漢缺工部尚書                   |
| 105  | 崇祿 （瓜爾佳氏）             | 滿洲鑲白旗 | 嘉慶十六年三月乙亥 （1811年4月19日）      | 盛京刑部侍郎       | 嘉慶十六年五月癸卯 （1811年7月16日）      | 改刑部尚書                       |
| 106  | 百齡 （張姓）                 | 漢軍正黃旗 | 嘉慶十六年五月癸卯 （1811年7月16日）      | 刑部尚書           | 嘉慶十六年六月甲寅 （1811年7月27日）      | 改兩江總督                       |
| 107  | 德文 （瓜爾佳氏）             | 滿洲正白旗 | 嘉慶十六年六月甲寅 （1811年7月27日）      | 禮部左侍郎         | 嘉慶十八年九月甲申 （1813年10月14日）     | 改禮部尚書                       |
| 108  | 明亮 （富察氏）               | 滿洲鑲黃旗 | 嘉慶十八年九月甲申 （1813年10月14日）     | 鑲白旗蒙古都統     | 嘉慶十八年十一月丁亥 （1813年12月16日）   | 改兵部尚書                       |
| 109  | 景安 （鈕祜祿氏）             | 滿洲鑲紅旗 | 嘉慶十八年十一月丁亥 （1813年12月16日）   | 理藩院尚書         | 嘉慶十九年三月甲寅 （1814年5月12日）      | 改禮部尚書                       |
| 110  | 明亮 （富察氏）               | 滿洲鑲黃旗 | 嘉慶十九年三月甲寅 （1814年5月12日）      | 兵部尚書           | 嘉慶十九年八月辛未 （1814年9月26日）      | 改兵部尚書                       |
| 111  | 伊沖阿 （愛新覺羅氏）         | 宗室正藍旗 | 嘉慶十九年八月辛未 （1814年9月26日）      | 署理正白旗漢軍都統 | 嘉慶十九年十月乙丑 （1814年11月19日）     | 改定邊左副將軍                   |
| 112  | 慶溥 （章佳氏）               | 滿洲鑲黃旗 | 嘉慶十九年十月乙丑 （1814年11月19日）     | 定邊左副將軍       | 嘉慶二十一年七月丁巳 （1816年9月1日）     | 改理藩院尚書                     |
| 113  | 景祿 （薩克達氏）             | 滿洲鑲黃旗 | 嘉慶二十一年七月丁巳 （1816年9月1日）     | 工部左侍郎         | 嘉慶二十三年十二月庚寅 （1819年1月22日）  | 降一級調任                       |
| 114  | 穆克登額 （瓜爾佳氏）         | 滿洲鑲黃旗 | 嘉慶二十三年十二月辛卯 （1819年1月23日）  | 禮部尚書           | 嘉慶二十四年二月辛未 （1819年3月4日）     | 降工部右侍郎                     |
| 115  | 誠安 （瓜爾佳氏）             | 滿洲       | 嘉慶二十四年二月辛未 （1819年3月4日）     | 工部右侍郎         | 嘉慶二十四年五月辛未 （1819年7月2日）     | 改熱河都統                       |
| 116  | 普恭 （瓜爾佳氏）             | 滿洲       | 嘉慶二十四年五月壬申 （1819年7月3日）     | 吏部左侍郎         | 嘉慶二十五年十月戊子 （1820年11月10日）   | 改禮部尚書                       |
| 117  | 松筠 （瑪拉特氏）             | 蒙古正藍旗 | 嘉慶二十五年十月戊子 （1820年11月10日）   | 左副都御史         | 嘉慶二十五年十一月癸酉 （1820年12月25日） | 改熱河都統                       |
| 118  | 誠安 （瓜爾佳氏）             | 滿洲       | 嘉慶二十五年十一月癸酉 （1820年12月25日） | 熱河都統           | 嘉慶二十五年十一月甲戌 （1820年12月26日） | 改鑲紅旗漢軍都統                 |
| 119  | 文孚 （博爾濟吉特氏）         | 滿洲鑲黃旗 | 嘉慶二十五年十一月甲戌 （1820年12月26日） | 工部右侍郎         | 道光元年正月己未 （1821年2月9日）         | 改禮部尚書                       |
| 120  | 那清安 （葉赫那拉氏）         | 滿洲正白旗 | 道光元年四月庚寅 （1821年5月11日）        | 工部右侍郎         | 道光二年六月戊辰 （1822年8月12日）        | 改兵部尚書                       |
| 121  | 玉麟 （哈達納喇氏）           | 滿洲正黃旗 | 道光二年六月戊辰 （1822年8月12日）        | 刑部左侍郎         | 道光二年十一月乙酉 （1822年12月27日）     | 改禮部尚書                       |
| 122  | 慶保 （章佳氏）               | 滿洲鑲黃旗 | 道光二年十一月乙酉 （1822年12月27日）     | 鑲白旗蒙古都統     | 道光二年十二月癸丑 （1823年1月24日）      | 改熱河都統                       |
| 123  | 松筠 （瑪拉特氏）             | 蒙古       | 道光二年十二月癸丑 （1823年1月24日）      | 光祿寺少卿         | 道光三年九月壬辰 （1823年10月30日）       | 改吉林將軍                       |
| 124  | 穆彰阿 （郭佳氏）             | 滿洲鑲藍旗 | 道光三年九月壬辰 （1823年10月30日）       | 戶部左侍郎         | 道光四年二月丁酉 （1824年3月3日）         | 改理藩院尚書                     |
| 125  | 松筠 （瑪拉特氏）             | 蒙古       | 道光四年二月丁酉 （1824年3月3日）         | 吉林將軍           | 道光六年五月乙未 （1826年6月19日）        | 改禮部尚書                       |
| 126  | 那清安 （葉赫那拉氏）         | 滿洲正白旗 | 道光六年五月乙未 （1826年6月19日）        | 熱河都統           | 道光七年七月辛酉 （1827年9月8日）         | 改熱河都統                       |
| 127  | 那清安 （葉赫那拉氏）         | 滿洲正白旗 | 道光七年七月癸亥 （1827年9月10日）        | 熱河都統           | 道光十一年十二月乙酉 （1832年1月9日）     | 改兵部尚書                       |
| 128  | 昇寅 （馬佳氏）               | 滿洲鑲黃旗 | 道光十一年十二月乙酉 （1832年1月9日）     | 綏遠將軍           | 道光十四年七月丙子 （1834年8月17日）      | 改禮部尚書                       |
| 129  | 敬徵 （愛新覺羅氏）           | 宗室鑲白旗 | 道光十四年七月丙子 （1834年8月17日）      | 戶部左侍郎         | 道光十四年十月辛酉 （1834年11月30日）     | 改兵部尚書                       |
| 130  | 奕顥 （愛新覺羅氏）           | 宗室正藍旗 | 道光十四年十月辛酉 （1834年11月30日）     | 禮部尚書           | 道光十四年十一月壬申 （1834年12月11日）   | 改禮部尚書                       |
| 131  | 恩銘 （棟鄂氏）               | 滿洲正紅旗 | 道光十四年十一月壬申 （1834年12月11日）   | 漕運總督           | 道光十五年閏六月丁卯 （1835年8月3日）     | 改禮部尚書                       |
| 132  | 武忠額 （佟佳氏）             | 滿洲       | 道光十五年閏六月丁卯 （1835年8月3日）     | 定邊左副將軍       | 道光十六年七月庚子 （1836年8月30日）      | 改禮部尚書                       |
| 133  | 凱音布 （富察氏）             | 滿洲鑲黃旗 | 道光十六年七月庚子 （1836年8月30日）      | 察哈爾都統         | 道光十六年九月己酉 （1836年11月7日）      | 改成都將軍                       |
| 134  | 敬徵 （愛新覺羅氏）           | 宗室鑲白旗 | 道光十六年九月己酉 （1836年11月7日）      | 前工部尚書         | 道光十六年十一月庚子 （1836年12月28日）   | 改工部尚書                       |
| 135  | 武忠額 （佟佳氏）             | 滿洲       | 道光十六年十一月庚子 （1836年12月28日）   | 禮部尚書           | 道光十七年五月戊寅 （1837年6月4日）       | 改禮部尚書                       |
| 136  | 奎照 （索綽羅氏）             | 滿洲正白旗 | 道光十七年五月戊寅 （1837年6月4日）       | 工部右侍郎         | 道光十八年八月己丑 （1838年10月8日）      | 改禮部尚書                       |
| 137  | 恩銘 （棟鄂氏）               | 滿洲正紅旗 | 道光十八年八月己丑 （1838年10月8日）      | 刑部左侍郎         | 道光十八年十一月壬子 （1838年12月30日）   | 改刑部尚書                       |
| 138  | 裕誠 （佟佳氏）               | 滿洲鑲黃旗 | 道光十八年十一月壬子 （1838年12月30日）   | 戶部右侍郎         | 道光十八年十一月乙丑 （1839年1月12日）    | 改兵部尚書                       |
| 139  | 隆文 （伊爾根覺羅氏）         | 滿洲正紅旗 | 道光十八年十一月乙丑 （1839年1月12日）    | 戶部右侍郎         | 道光十九年三月乙卯 （1839年5月2日）       | 改刑部尚書                       |
| 140  | 鐵麟 （愛新覺羅氏）           | 宗室       | 道光十九年三月乙卯 （1839年5月2日）       | 倉場侍郎           | 道光二十年十二月戊寅 （1841年1月14日）    | 改察哈爾都統                     |
| 141  | 恩桂 （愛新覺羅氏）           | 宗室鑲藍旗 | 道光二十年十二月戊寅 （1841年1月14日）    | 吏部右侍郎         | 道光二十一年五月己卯 （1841年7月14日）    | 改理藩院尚書                     |
| 142  | 奕山 （愛新覺羅氏）           | 宗室鑲藍旗 | 道光二十一年五月己卯 （1841年7月14日）    | 御前大臣           | 道光二十二年五月戊午 （1842年6月18日）    | 革                               |
| 143  | 奎照 （索綽羅氏）             | 滿洲正白旗 | 道光二十二年五月戊午 （1842年6月18日）    | 前禮部尚書         | 道光二十三年四月丁丑 （1843年5月3日）     | 病免                             |
| 144  | 特登額 （瓜爾佳氏）           | 滿洲鑲紅旗 | 道光二十三年四月丁丑 （1843年5月3日）     | 刑部左侍郎         | 道光二十四年二月庚戌 （1844年3月31日）    | 改禮部尚書                       |
| 145  | 文慶 （費莫氏）               | 滿洲鑲紅旗 | 道光二十四年二月庚戌 （1844年3月31日）    | 吏部左侍郎         | 道光二十五年二月癸丑 （1845年3月29日）    | 改兵部尚書                       |
| 146  | 成剛 （愛新覺羅氏）           | 宗室鑲藍旗 | 道光二十五年二月癸丑 （1845年3月29日）    | 戶部右侍郎         | 道光二十八年十二月乙丑 （1849年1月19日）  | 改禮部尚書                       |
| 147  | 柏葰 （巴魯特氏）             | 蒙古正藍旗 | 道光二十八年十二月乙丑 （1849年1月19日）  | 戶部左侍郎         | 道光三十年三月癸巳 （1850年4月12日）      | 改兵部尚書                       |
| 148  | 花沙納 （烏米氏）             | 蒙古正黃旗 | 道光三十年三月甲午 （1850年4月13日）      | 吏部左侍郎         | 咸豐三年九月丁未 （1853年10月7日）        | 改工部尚書                       |
| 149  | 聯順 （富察氏）               | 滿洲鑲黃旗 | 咸豐三年九月丁未 （1853年10月7日）        | 禮部左侍郎         | 咸豐五年九月乙丑 （1855年10月15日）       | 改理藩院尚書                     |
| 150  | 文彩 （愛新覺羅氏）           | 宗室       | 咸豐五年九月乙丑 （1855年10月15日）       | 倉場侍郎           | 咸豐七年正月戊辰 （1857年2月9日）         | 改工部尚書                       |
| 151  | 肅順 （愛新覺羅氏）           | 宗室鑲藍旗 | 咸豐七年正月戊辰 （1857年2月9日）         | 戶部左侍郎         | 咸豐七年八月乙丑 （1857年10月4日）        | 改理藩院尚書                     |
| 152  | 瑞常 （石爾德特氏）           | 蒙古鑲紅旗 | 咸豐七年八月乙丑 （1857年10月4日）        | 吏部左侍郎         | 咸豐八年九月壬午 （1858年10月16日）       | 改理藩院尚書                     |
| 153  | 綿森 （愛新覺羅氏）           | 宗室正藍旗 | 咸豐八年九月壬午 （1858年10月16日）       | 馬蘭鎮總兵         | 咸豐十年五月丁酉 （1860年6月22日）        | 改禮部尚書                       |
| 154  | 愛仁 （伊爾根覺羅氏）         | 蒙古正紅旗 | 咸豐十年五月丁酉 （1860年6月22日）        | 吏部右侍郎         | 咸豐十一年十月丙辰 （1861年11月3日）      | 改工部尚書                       |
| 155  | 麟魁 （索綽羅氏）             | 滿洲鑲白旗 | 咸豐十一年十月丙辰 （1861年11月3日）      | 刑部右侍郎         | 咸豐十一年十月壬戌 （1861年11月9日）      | 改兵部尚書                       |
| 156  | 倭仁 （烏齊格里氏）           | 蒙古正紅旗 | 咸豐十一年十月壬戌 （1861年11月9日）      | 盛京戶部侍郎       | 同治元年正月己亥 （1862年2月14日）        | 改工部尚書                       |
| 157  | 文祥 （瓜爾佳氏）             | 滿洲正紅旗 | 同治元年正月己亥 （1862年2月14日）        | 戶部左侍郎         | 同治元年閏八月丙申 （1862年10月9日）      | 改工部尚書                       |
| 158  | 載齡 （愛新覺羅氏）           | 宗室正藍旗 | 同治元年閏八月丁酉 （1862年10月10日）     | 吏部左侍郎         | 同治二年十二月戊子 （1864年1月24日）      | 改兵部尚書                       |
| 159  | 全慶 （葉赫納喇氏）           | 滿洲正白旗 | 同治二年十二月戊子 （1864年1月24日）      | 工部右侍郎         | 同治五年十二月癸丑 （1867年2月2日）       | 改禮部尚書                       |
| 160  | 靈桂 （愛新覺羅氏）           | 宗室正藍旗 | 同治五年十二月癸丑 （1867年2月2日）       | 刑部左侍郎         | 同治十年二月庚寅 （1871年4月19日）        | 改理藩院尚書                     |
| 161  | 皁保 （甯古塔氏）             | 滿洲鑲黃旗 | 同治十年二月庚寅 （1871年4月19日）        | 吏部左侍郎         | 同治十一年七月己亥 （1872年8月20日）      | 改理藩院尚書                     |
| 162  | 英元 （愛新覺羅氏）           | 宗室正黃旗 | 同治十一年七月己亥 （1872年8月20日）      | 倉場侍郎           | 同治十三年八月癸酉 （1874年9月13日）      | 去世                             |
| 163  | 廣壽 （布爾哈齊氏）           | 滿洲鑲黃旗 | 同治十三年八月癸酉 （1874年9月13日）      | 刑部右侍郎         | 同治十三年十一月己酉 （1874年12月18日）   | 改兵部尚書                       |
| 164  | 魁齡 （瓜爾佳氏）             | 滿洲正紅旗 | 同治十三年十一月己酉 （1874年12月18日）   | 吏部左侍郎         | 光緒元年九月己亥 （1875年10月4日）        | 改工部尚書                       |
| 165  | 景廉 （顏扎氏）               | 滿洲正黃旗 | 光緒元年九月己亥 （1875年10月4日）        | 正白旗漢軍都統     | 光緒三年正月癸亥 （1877年2月19日）        | 改工部尚書                       |
| 166  | 全慶 （葉赫納喇氏）           | 滿洲正白旗 | 光緒三年正月癸亥 （1877年2月19日）        | 禮部右侍郎         | 光緒四年三月癸亥 （1878年4月15日）        | 改刑部尚書                       |
| 167  | 恩承 （葉赫那拉氏）           | 滿洲鑲黃旗 | 光緒四年三月癸亥 （1878年4月15日）        | 吏部左侍郎         | 光緒四年五月辛亥 （1878年6月2日）         | 改禮部尚書                       |
| 168  | 榮祿 （瓜爾佳氏）             | 滿洲正白旗 | 光緒四年五月辛亥 （1878年6月2日）         | 戶部左侍郎         | 光緒四年五月甲子 （1878年6月15日）        | 改工部尚書                       |
| 169  | 文煜 （費莫氏）               | 滿洲正藍旗 | 光緒四年五月甲子 （1878年6月15日）        | 鑲白旗都統         | 光緒四年十二月癸卯 （1879年1月20日）      | 改刑部尚書                       |
| 170  | 崇厚 （完顏氏）               | 滿洲鑲黃旗 | 光緒四年十二月癸卯 （1879年1月20日）      | 吏部左侍郎         | 光緒五年十一月庚寅 （1880年1月2日）       | 革職議罪                         |
| 171  | 志和 （費莫氏）               | 滿洲正藍旗 | 光緒五年十一月辛卯 （1880年1月3日）       | 吏部左侍郎         | 光緒六年十月辛酉 （1880年11月28日）       | 改理藩院尚書                     |
| 172  | 麟書 （愛新覺羅氏）           | 宗室正藍旗 | 光緒六年十月辛酉 （1880年11月28日）       | 吏部左侍郎         | 光緒七年十月癸酉 （1881年12月5日）        | 改理藩院尚書                     |
| 173  | 烏拉喜崇阿 （沙濟富察氏）     | 蒙古鑲黃旗 | 光緒七年十月癸酉 （1881年12月5日）        | 吏部左侍郎         | 光緒九年六月庚午 （1883年7月25日）        | 改理藩院尚書                     |
| 174  | 延煦 （愛新覺羅氏）           | 宗室正藍旗 | 光緒九年六月庚午 （1883年7月25日）        | 前熱河都統         | 光緒十年三月庚寅 （1884年4月10日）        | 改理藩院尚書                     |
| 175  | 崑岡 （愛新覺羅氏）           | 宗室正藍旗 | 光緒十年三月庚寅 （1884年4月10日）        | 吏部左侍郎         | 光緒十年五月戊子 （1884年6月7日）         | 改理藩院尚書                     |
| 176  | 錫珍 （額爾德特氏）           | 蒙古鑲黃旗 | 光緒十年五月戊子 （1884年6月7日）         | 倉場侍郎           | 光緒十年八月乙酉 （1884年10月2日）        | 改刑部尚書                       |
| 177  | 奎潤 （愛新覺羅氏）           | 宗室正藍旗 | 光緒十年八月乙酉 （1884年10月2日）        | 吏部左侍郎         | 光緒十三年二月戊子 （1887年3月24日）      | 改禮部尚書                       |
| 178  | 松森 （愛新覺羅氏）           | 宗室正藍旗 | 光緒十三年二月戊子 （1887年3月24日）      | 盛京刑部侍郎       | 光緒十五年九月丙辰 （1889年10月7日）      | 改理藩院尚書                     |
| 179  | 熙敬 （蘇完呢瓜爾佳氏）       | 滿洲鑲黃旗 | 光緒十五年九月丙辰 （1889年10月7日）      | 正紅旗漢軍都統     | 光緒十六年二月庚辰 （1890年2月28日）      | 改工部尚書                       |
| 180  | 貴恒 （屈佳氏）               | 滿洲鑲白旗 | 光緒十六年二月庚辰 （1890年2月28日）      | 刑部右侍郎         | 光緒十七年十一月丁卯 （1891年12月7日）    | 改刑部尚書                       |
| 181  | 懷塔布 （葉赫那拉氏）         | 滿洲正藍旗 | 光緒十七年十一月丁卯 （1891年12月7日）    | 盛京禮部侍郎       | 光緒十九年九月乙酉 （1893年10月15日）     | 改工部尚書                       |
| 182  | 敬信 （愛新覺羅氏）           | 宗室正白旗 | 光緒十九年九月乙酉 （1893年10月15日）     | 吏部左侍郎         | 光緒二十年正月癸卯 （1894年3月2日）       | 改兵部尚書                       |
| 183  | 裕德 （喜塔臘氏）             | 滿洲正白旗 | 光緒二十年正月癸卯 （1894年3月2日）       | 刑部右侍郎         | 光緒二十四年八月乙未 （1898年9月29日）    | 改理藩院尚書                     |
| 184  | 懷塔布 （葉赫那拉氏）         | 滿洲正藍旗 | 光緒二十四年八月乙未 （1898年9月29日）    | 前禮部尚書         | 光緒二十六年八月甲申 （1900年9月8日）     | 改理藩院尚書                     |
| 185  | 英年 （何姓）                 | 漢軍正白旗 | 光緒二十六年八月甲申 （1900年9月8日）     | 戶部左侍郎         | 光緒二十六年九月庚寅 （1900年11月3日）    | 降職                             |
| 186  | 溥良 （愛新覺羅氏）           | 宗室鑲藍旗 | 光緒二十六年九月壬辰 （1900年11月5日）    | 戶部右侍郎         | 光緒二十九年九月丙申 （1903年11月4日）    | 改禮部尚書                       |
| 187  | 清銳                          | 蒙古鑲黃旗 | 光緒二十九年九月丙申 （1903年11月4日）    | 理藩院右侍郎       | 光緒三十年四月癸亥 （1904年5月29日）      | 調署荊州將軍                     |
| 188  | 溥頲 （愛新覺羅氏）           | 宗室       | 光緒三十年十月戊申 （1904年11月10日）     | 盛京戶部侍郎       | 光緒三十一年正月乙未 （1905年2月25日）    | 改察哈爾都統                     |
| 189  | 特圖慎                        | 蒙古正白旗 | 光緒三十一年正月乙未 （1905年2月25日）    | 吏部左侍郎         | 光緒三十一年六月己未 （1905年7月19日）    | 改理藩院尚書                     |
| 190  | 壽耆 （愛新覺羅氏）           | 宗室正藍旗 | 光緒三十一年六月己未 （1905年7月19日）    | 吏部右侍郎         | 光緒三十二年九月甲寅 （1906年11月6日）    | 改理藩部尚書                     |
| 序号 | 姓名                          | 籍贯       | 上任时间                                  | 任前职务           | 卸任时间                                  | 卸任原因                         |

## 漢缺左都御史
| 序号 | 姓名         | 籍贯       | 上任时间                                   | 任前职务             | 卸任时间                                    | 卸任原因             |
| ---- | ------------ | ---------- | ------------------------------------------ | -------------------- | ------------------------------------------- | -------------------- |
| 1    | 徐起元       | 奉天遼陽   | 顺治五年七月丁丑 （1648年9月1日）          | 左副都御史           | 順治八年閏二月乙丑 （1651年4月7日）         | 休                   |
| 2    | 趙開心       | 湖南長沙   | 順治八年八月乙卯 （1651年9月24日）         | 僉都御史             | 順治九年二月庚申 （1652年3月27日）          | 革                   |
| 3    | 房可壯       | 山東益都   | 順治九年三月 （1652年）                    | 左副都御史           | 順治九年十二月 （1652年）                   | 休                   |
| 4    | 金之俊       | 江蘇吳江   | 順治十年正月庚寅 （1653年2月20日）         | 兵部尚書             | 順治十年閏六月乙亥 （1653年8月4日）         | 改吏部尚書           |
| 5    | 趙開心       | 湖南長沙   | 順治十年閏六月戊子 （1653年8月17日）       | 已革左都御史起用     | 順治十一年三月己未 （1654年4月21日）        | 降三級調任           |
| 6    | 王永吉       | 江蘇高郵   | 順治十一年三月乙巳 （1654年5月1日）        | 兵部尚書             | 順治十一年四月丁亥 （1654年6月12日）        | 遷內秘書院大學士     |
| 7    | 龔鼎孳       | 安徽合肥   | 順治十一年五月丙午 （1654年7月1日）        | 戶部左侍郎           | 順治十二年十月丙子 （1655年11月23日）       | 降八級調任           |
| 8    | 成克鞏       | 直隸大名   | 順治十二年十二月癸丑 （1655年12月30日）    | 內秘書院大學士暫管   | 順治十三年十二月庚子 （1657年2月9日）       | 回院辦事             |
| 9    | 魏裔介       | 直隸柏鄉   | 順治十四年正月癸丑 （1657年2月22日）       | 左副都御使           | 順治十七年六月己亥 （1660年7月22日）        | 革                   |
| 10   | 霍達         | 陝西武功   | 順治十七年七月甲寅 （1660年8月6日）        | 以工部尚書管         | 順治十八年三月庚申 （1661年4月9日）         | 病假                 |
| 11   | 魏裔介       | 直隸柏鄉   | 順治十八年四月乙未 （1661年5月14日）       | 原任左都御史         | 康熙二年五月戊子 （1663年6月26日）          | 改吏部尚書           |
| 12   | 龔鼎孳       | 安徽合肥   | 康熙二年六月戊申 （1663年7月16日）         | 降職候補侍郎         | 康熙三年十一月癸丑 （1665年1月11日）        | 改刑部尚書           |
| 13   | 郝維訥       | 順天霸州   | 康熙四年正月壬辰 （1665年2月19日）         | 吏部左侍郎管右侍郎事 | 康熙五年六月癸酉 （1666年7月25日）          | 改工部尚書           |
| 14   | 朱之弼       | 順天大典   | 康熙五年七月庚辰 （1666年8月1日）          | 吏部右侍郎           | 康熙五年十月壬子 （1666年11月1日）          | 改工部尚書           |
| 15   | 王熙         | 順天宛平   | 康熙五年十月丁丑 （1666年11月26日）        | 禮部左侍郎           | 康熙七年九月甲辰 （1668年10月13日）         | 改工部尚書           |
| 16   | 馮溥         | 山東益都   | 康熙七年九月辛亥 （1668年10月20日）        | 吏部左侍郎           | 康熙九年三月辛酉 （1670年4月23日）          | 改刑部尚書           |
| 17   | 杜篤祐       | 山西蒲州   | 康熙九年三月癸酉 （1670年5月5日）          | 吏部左侍郎           | 康熙九年十一月 （1670年）                   | 休                   |
| 18   | 艾元徵       | 山東濟陽   | 康熙九年十一月癸酉 （1670年12月31日）      | 吏部左侍郎           | 康熙十一年三月己酉 （1672年3月31日）        | 改刑部尚書           |
| 19   | 杜篤祐       | 山西蒲州   | 康熙十一年三月庚申 （1672年4月11日）       | 原任左都御史         | 康熙十二年二月壬寅 （1673年3月19日）        | 休                   |
| 20   | 吳正治       | 湖北江夏   | 康熙十二年二月辛亥 （1673年3月28日）       | 督捕侍郎             | 康熙十二年五月丁酉 （1673年7月12日）        | 改工部尚書           |
| 21   | 冀如錫       | 直隸永平   | 康熙十二年六月乙巳 （1673年7月20日）       | 兵部左侍郎           | 康熙十二年九月辛巳 （1673年10月24日）       | 改工部尚書           |
| 22   | 劉鴻儒       | 直隸遷安   | 康熙十二年九月庚寅 （1673年11月2日）       | 戶部左侍郎           | 康熙十二年 （1673年）                       | 降二級調任           |
| 23   | 姚文然       | 安徽桐城   | 康熙十二年十二月壬子 （1674年1月23日）     | 督捕侍郎             | 康熙十五年七月丁未 （1676年9月24日）        | 改刑部尚書           |
| 24   | 陳敱永       | 浙江海寧   | 康熙十五年八月丙辰 （1676年9月13日）       | 吏部左侍郎           | 康熙十六年四月己未 （1677年5月14日）        | 改工部尚書           |
| 25   | 宋德宜       | 江蘇長洲   | 康熙十六年四月丙寅 （1677年5月21日）       | 吏部左侍郎           | 康熙十七年七月戊申 （1678年8月26日）        | 改刑部尚書           |
| 26   | 魏象樞       | 山西蔚州   | 康熙十七年七月壬戌 （1678年9月9日）        | 戶部左侍郎           | 康熙十八年四月丁亥 （1679年6月1日）         | 改刑部尚書           |
| 27   | 魏象樞       | 山西蔚州   | 康熙十八年五月乙未 （1679年6月9日）        | 刑部尚書             | 康熙十九年十一月戊寅 （1681年1月12日）      | 改刑部尚書           |
| 28   | 徐元文       | 江蘇崑山   | 康熙十九年十一月壬辰 （1681年1月26日）     | 內閣學士             | 康熙二十二年十二月丙辰 （1684年2月4日）     | 降三級調任           |
| 29   | 余國柱       | 湖北大冶   | 康熙二十三年正月丙戌 （1684年3月5日）      | 江寧巡撫             | 康熙二十三年九月丁卯 （1684年10月12日）     | 改戶部尚書           |
| 30   | 陳廷敬       | 山西澤州   | 康熙二十三年九月壬申 （1684年10月17日）    | 吏部左侍郎           | 康熙二十五年九月丁未 （1686年11月11日）     | 改工部尚書           |
| 31   | 董訥         | 山東平原   | 康熙二十五年九月庚戌 （1686年11月14日）    | 吏部右侍郎           | 康熙二十六年三月己丑 （1687年4月22日）      | 改兩江總督           |
| 32   | 王鴻緒       | 江蘇華亭   | 康熙二十六年三月甲午 （1687年4月27日）     | 原戶部右侍郎         | 康熙二十六年 （1687年）                     | 憂免                 |
| 33   | 徐乾學       | 江蘇崑山   | 康熙二十六年九月丙申 （1687年10月26日）    | 禮部左侍郎           | 康熙二十七年二月己巳 （1688年3月27日）      | 改刑部尚書           |
| 34   | 徐元文       | 江蘇崑山   | 康熙二十七年六月戊辰 （1688年7月24日）     | 原任                 | 康熙二十七年十二月己酉 （1689年1月1日）     | 改刑部尚書           |
| 35   | 郭琇         | 山東即墨   | 康熙二十八年五月丁未 （1689年6月28日）     | 吏部右侍郎           | 康熙二十八年十月癸酉 （1689年11月21日）     | 降五級調任           |
| 36   | 陳廷敬       | 山西澤州   | 康熙二十九年二月戊子 （1690年4月5日）      | 原吏部尚書           | 康熙二十九年七月己亥 （1690年8月14日）      | 改工部尚書           |
| 37   | 于成龍       | 漢軍鑲黃旗 | 康熙二十九年七月己亥 （1690年8月14日）     | 直隸巡撫             | 康熙三十一年十二月壬午 （1693年1月13日）    | 改河道總督           |
| 38   | 董訥         | 山東平原   | 康熙三十一年十二月辛卯 （1693年1月22日）   | 漕運總督             | 康熙三十三年三月戊午 （1694年4月14日）      | 革                   |
| 39   | 范承勳       | 漢軍鑲黃旗 | 康熙三十三年三月乙丑 （1694年4月21日）     | 雲貴總督             | 康熙三十三年六月丙辰 （1694年8月10日）      | 改兩江總督           |
| 40   | 蔣宏道       | 山西臨汾   | 康熙三十三年七月丁卯 （1694年8月21日）     | 戶部左侍郎           | 康熙三十五年六月己亥 （1696年7月13日）      | 病免                 |
| 41   | 吳琠         | 山西沁州   | 康熙三十五年六月壬子 （1696年7月26日）     | 湖廣總督             | 康熙三十六年五月壬寅 （1697年7月11日）      | 改刑部尚書           |
| 42   | 張鵬翮       | 四川遂寧   | 康熙三十六年五月壬寅 （1697年7月11日）     | 兵部右侍郎           | 康熙三十七年七月庚辰 （1698年8月13日）      | 改刑部尚書           |
| 43   | 王士禎       | 山東新城   | 康熙三十七年七月乙酉 （1698年8月18日）     | 戶部左侍郎           | 康熙三十八年十一月己亥 （1699年12月25日）   | 改刑部尚書           |
| 44   | 王澤宏       | 湖北黃陂   | 康熙三十八年十一月己亥 （1699年12月25日）  | 吏部左侍郎           | 康熙三十九年六月己巳 （1700年7月23日）      | 改禮部尚書           |
| 45   | 李枏         | 江蘇興化   | 康熙三十九年六月己巳 （1700年7月23日）     | 戶部左侍郎           | 康熙四十三年十月辛未 （1704年11月1日）      | 病免                 |
| 46   | 吳涵         | 浙江石門   | 康熙四十三年十月己卯 （1704年11月9日）     | 吏部右侍郎           | 康熙四十五年三月丙戌 （1706年5月10日）      | 病免                 |
| 47   | 梅鋗         | 安徽宣城   | 康熙四十五年四月乙未 （1706年5月19日）     | 兵部左侍郎           | 康熙四十六年正月乙亥 （1707年2月23日）      | 革                   |
| 48   | 蕭永藻       | 漢軍鑲白旗 | 康熙四十六年正月辛巳 （1707年3月1日）      | 兵部右侍郎           | 康熙四十六年十月庚子 （1707年11月15日）     | 改兵部尚書           |
| 49   | 富寧安       | 滿洲鑲藍旗 | 康熙四十六年十一月庚戌 （1707年11月25日）  | 倉場侍郎             | 康熙四十六年十二月丙戌 （1707年]]12月31日） | 改滿缺左都御史       |
| 50   | 王九齡       | 江蘇華亭   | 康熙四十六年十二月己亥 （1708年]]1月13日） | 吏部左侍郎           | 康熙四十九年二月癸丑 （1710年3月17日）      | 去世                 |
| 51   | 徐元正       | 浙江德清   | 康熙四十九年正月癸巳 （1710年2月25日）     | 吏部右侍郎           | 康熙四十九年十一月癸卯 （1710年11月1日）    | 改工部尚書           |
| 52   | 趙申喬       | 江蘇武進   | 康熙四十九年十二月辛巳 （1711年2月8日）    | 偏沅巡撫             | 康熙五十二年十月丙子 （1713年11月19日）     | 改戶部尚書           |
| 53   | 劉謙         | 直隸武強   | 康熙五十二年十月丙子 （1713年11月19日）    | 工部右侍郎           | 康熙五十四年十月己亥 （1715年11月20日）     | 革                   |
| 54   | 范時崇       | 漢軍鑲黃旗 | 康熙五十四年十一月甲午 （1715年11月27日）  | 閩浙總督             | 康熙五十六年四月丙申 （1717年5月22日）      | 改兵部尚書           |
| 55   | 蔡升元       | 浙江德清   | 康熙五十六年十月丁未 （1717年11月29日）    | 內閣學士             | 康熙五十八年十二月壬寅 （1720年1月13日）    | 改禮部尚書           |
| 56   | 田從典       | 山西陽城   | 康熙五十八年十二月己酉 （1720年1月20日）   | 兵部右侍郎           | 康熙五十九年十一月戊寅 （1720年12月14日）   | 改戶部尚書           |
| 57   | 朱軾         | 江西高安   | 康熙五十九年十一月戊寅 （1720年12月14日）  | 浙江巡撫             | 雍正三年九月甲寅 （1725年10月25日）         | 遷文華殿大學士       |
| 58   | 蔡珽         | 漢軍正白旗 | 雍正三年正月壬戌 （1725年3月7日）          | 已革四川巡撫         | 雍正四年四月庚寅 （1726年5月20日）          | 解，此前已任兵部尚書 |
| 59   | 裴（彳率）度 | 山西曲沃   | 雍正四年五月丁酉 （1726年6月5日）          | 戶部左侍郎           | 雍正五年正月乙巳 （1727年2月8日）           | 革                   |
| 60   | 沈近思       | 浙江錢塘   | 雍正五年正月丙辰 （1727年2月19日）         | 吏部左侍郎           | 雍正五年十二月戊戌 （1728年1月27日）        | 去世                 |
| 61   | 唐執玉       | 江蘇武進   | 雍正五年十二月壬寅 （1728年1月31日）       | 禮部左侍郎           | 雍正八年六月癸亥 （1730年8月9日）           | 改兵部尚書           |
| 62   | 史貽直       | 江蘇溧陽   | 雍正八年六月癸亥 （1730年8月9日）          | 吏部左侍郎           | 雍正九年十一月乙丑 （1731年12月4日）        | 改兵部尚書           |
| 63   | 彭維新       | 湖南茶陵   | 雍正九年十一月己卯 （1731年12月18日）      | 吏部左侍郎           | 雍正十年九月丁未 （1732年10月10日）         | 改戶部尚書           |
| 64   | 吳士玉       | 江蘇吳江   | 雍正十年十月戊午 （1732年11月21日）        | 吏部左侍郎           | 雍正十一年二月庚申 （1733年3月23日）        | 改禮部尚書           |
| 65   | 涂天相       | 湖北孝感   | 雍正十一年二月庚申 （1733年3月23日）       | 倉場侍郎             | 雍正十一年四月乙卯 （1733年5月17日）        | 改刑部尚書           |
| 66   | 張照         | 江蘇華亭   | 雍正十一年四月乙卯 （1733年5月17日）       | 刑部左侍郎           | 雍正十一年十二月己未 （1734年1月16日）      | 改刑部尚書           |
| 67   | 徐本         | 浙江錢塘   | 雍正十一年十二月己未 （1734年1月16日）     | 安徽巡撫             | 雍正十二年三月戊戌 （1734年4月25日）        | 改工部尚書           |
| 68   | 孔毓璞       | 山東曲阜   | 雍正十二年四月丁卯 （1734年5月24日）       | 吏部右侍郎           | 雍正十三年二月己巳 （1735年3月22日）        | 革                   |
| 69   | 彭維新       | 湖南茶陵   | 雍正十三年十月戊寅 （1735年11月26日）      | 原戶部尚書           | 雍正十三年 （1735年）                       | 憂免                 |
| 70   | 孫嘉淦       | 山西興縣   | 雍正十三年十一月庚戌 （1735年12月28日）    | 吏部右侍郎           | 乾隆元年十一月甲午 （1736年12月6日）        | 改刑部尚书           |
| 71   | 楊汝穀       | 安徽懷寧   | 乾隆元年十一月甲午 （1736年12月6日）       | 戶部左侍郎           | 乾隆三年六月丙午 （1738年8月10日）          | 休                   |
| 72   | 彭維新       | 湖南茶陵   | 乾隆三年七月壬子 （1738年8月16日）         | 丁憂起用             | 乾隆三年十二月丙戌 （1739年1月17日）        | 革                   |
| 73   | 魏廷珍       | 直隸景州   | 乾隆三年十二月丙戌 （1739年1月17日）       | 原禮部尚書           | 乾隆四年三月壬申 （1739年5月3日）           | 改工部尚書           |
| 74   | 陳世倌       | 浙江海寧   | 乾隆四年四月乙未 （1739年5月26日）         | 戶部左侍郎           | 乾隆五年九月癸酉 （1740年10月25日）         | 改工部尚書           |
| 75   | 王安國       | 江蘇高郵   | 乾隆五年九月甲午 （1740年11月15日）        | 刑部左侍郎           | 乾隆五年十一月己卯 （1740年12月30日）       | 管廣東巡撫事         |
| 76   | 劉吳龍       | 江西南昌   | 乾隆五年十一月壬午 （1741年1月2日）        | 左副都御史           | 乾隆六年九月己卯 （1742年10月26日）         | 改刑部尚書           |
| 77   | 劉統勳       | 山東諸城   | 乾隆六年九月丁亥 （1742年11月3日）         | 刑部右侍郎           | 乾隆十四年十二月庚辰 （1751年1月13日）      | 改工部尚書           |
| 78   | 彭維新       | 湖南茶陵   | 乾隆十四年十二月辛巳 （1752年1月14日）     | 已革兵部尚書         | 乾隆十五年八月甲午 （1752年9月24日）        | 革                   |
| 79   | 梅瑴成       | 安徽宣城   | 乾隆十五年九月庚子 （1752年9月30日）       | 刑部右侍郎           | 乾隆十八年九月甲午 （1755年10月18日）       | 休                   |
| 80   | 楊錫紱       | 江西清江   | 乾隆十八年十月辛丑 （1755年11月14日）      | 湖南巡撫             | 乾隆二十年五月辛卯 （1757年6月27日）        | 改禮部尚書           |
| 81   | 何國宗       | 順天大興   | 乾隆二十年五月辛卯 （1757年6月27日）       | 工部左侍郎           | 乾隆二十一年五月壬午 （1758年6月12日）      | 降調                 |
| 82   | 趙宏恩       | 甘肅寧夏   | 乾隆二十一年六月壬子 （1758年7月12日）     | 工部尚書             | 乾隆二十三年九月丙申 （1758年10月14日）     | 去世                 |
| 83   | 歸宣光       | 江蘇常熟   | 乾隆二十三年九月戊戌 （1758年10月16日）    | 禮部尚書             | 乾隆二十四年正月癸卯 （1759年2月18日）      | 改工部尚書           |
| 84   | 陳惠華       | 江蘇沭陽   | 乾隆二十四年正月癸卯 （1759年2月18日）     | 工部右侍郎           | 乾隆二十四年閏六月乙巳 （1759年8月19日）    | 改禮部尚書           |
| 85   | 劉綸         | 江蘇武進   | 乾隆二十四年閏六月丁未 （1759年8月21日）   | 戶部左侍郎           | 乾隆二十六年五月丁未 （1761年6月11日）      | 改兵部尚書           |
| 86   | 金德瑛       | 浙江仁和   | 乾隆二十六年五月丁未 （1761年6月11日）     | 禮部左侍郎           | 乾隆二十七年正月戊申 （1762年2月7日）       | 去世                 |
| 87   | 董邦達       | 浙江富陽   | 乾隆二十七年正月戊申 （1762年2月7日）      | 吏部左侍郎           | 乾隆二十七年十二月丁未 （1763年2月1日）     | 改工部尚書           |
| 88   | 彭啓豐       | 江蘇長洲   | 乾隆二十七年十二月丁未 （1763年2月1日）    | 吏部左侍郎           | 乾隆二十八年六月壬寅 （1763年7月26日）      | 改兵部尚書           |
| 89   | 張泰開       | 江蘇金匱   | 乾隆二十八年六月壬寅 （1763年7月26日）     | 禮部右侍郎           | 乾隆三十一年正月乙未 （1766年3月5日）       | 改禮部尚書           |
| 90   | 范時綬       | 漢軍鑲黃旗 | 乾隆三十一年正月乙未 （1766年3月5日）      | 吏部右侍郎           | 乾隆三十二年五月庚午 （1767年6月3日）       | 改湖北巡撫           |
| 91   | 張開泰       | 江蘇金匱   | 乾隆三十二年五月庚午 （1767年6月3日）      | 禮部尚書             | 乾隆三十三年六月戊寅 （1768年8月4日）       | 休                   |
| 92   | 范時綬       | 漢軍鑲黃旗 | 乾隆三十三年六月辛巳 （1768年8月7日）      | 正白旗漢軍都統       | 乾隆三十五年閏五月甲子 （1770年7月11日）    | 改工部尚書           |
| 93   | 張若溎       | 安徽桐城   | 乾隆三十五年閏五月甲子 （1770年7月11日）   | 刑部右侍郎           | 乾隆四十一年十月丁未 （1776年11月19日）     | 休                   |
| 94   | 崔應階       | 湖北江夏   | 乾隆四十一年十月辛亥 （1776年11月23日）    | 刑部尚書             | 乾隆四十五年三月壬辰 （1780年4月7日）       | 休                   |
| 95   | 羅源漢       | 湖南長沙   | 乾隆四十五年四月癸巳 （1780年4月18日）     | 兵部右侍郎           | 乾隆四十六年十一月庚子 （1781年12月16日）   | 改工部尚書           |
| 96   | 劉墉         | 山東諸城   | 乾隆四十六年十一月庚子 （1781年12月16日）  | 湖南巡撫             | 乾隆四十七年四月甲午 （1782年6月8日）       | 改工部尚書           |
| 97   | 王杰         | 陝西韓城   | 乾隆四十七年四月甲午 （1782年6月8日）      | 吏部左侍郎           | 乾隆四十八年五月甲辰 （1783年6月13日）      | 憂免                 |
| 98   | 朱椿         | 江蘇婁縣   | 乾隆四十八年五月甲辰 （1783年6月13日）     | 兵部右侍郎           | 乾隆四十九年三月丁亥 （1784年3月22日）      | 免                   |
| 99   | 周煌         | 四川涪州   | 乾隆四十九年三月丁亥 （1784年3月22日）     | 兵部尚書             | 乾隆五十年正月丁巳 （1785年2月15日）        | 休                   |
| 100  | 紀昀         | 直隸獻縣   | 乾隆五十年正月丁巳 （1785年2月15日）       | 兵部右侍郎           | 乾隆五十二年正月丁亥 （1787年3月7日）       | 改禮部尚書           |
| 101  | 李綬         | 順天宛平   | 乾隆五十二年二月甲辰 （1787年3月24日）     | 工部左侍郎           | 乾隆五十六年正月戊戌 （1791年2月25日）      | 去世                 |
| 102  | 劉墉         | 山東諸城   | 乾隆五十六年正月戊戌 （1791年2月25日）     | 禮部右侍郎           | 乾隆五十六年正月甲辰 （1791年3月3日）       | 改禮部尚書           |
| 103  | 紀昀         | 直隸獻縣   | 乾隆五十六年正月甲辰 （1791年3月3日）      | 禮部尚書             | 乾隆五十七年八月癸酉 （1792年9月22日）      | 改禮部尚書           |
| 104  | 竇光鼐       | 山東諸城   | 乾隆五十七年八月癸酉 （1792年9月22日）     | 禮部左侍郎           | 乾隆六十年四月癸巳 （1795年5月30日）        | 解職                 |
| 105  | 朱珪         | 順天大興   | 乾隆六十年四月癸巳 （1795年5月30日）       | 廣東巡撫             | 乾隆六十年八月丙申 （1795年9月30日）        | 改兵部尚書           |
| 106  | 金士松       | 順天宛平   | 乾隆六十年八月丙申 （1795年9月30日）       | 吏部左侍郎           | 嘉慶元年六月乙亥 （1796年7月5日）           | 改禮部尚書           |
| 107  | 沈初         | 浙江平湖   | 嘉慶元年六月乙亥 （1796年7月5日）          | 吏部左侍郎           | 嘉慶元年十月乙卯 （1796年11月6日）          | 改兵部尚書           |
| 108  | 紀昀         | 直隸獻縣   | 嘉慶元年十月丙戌 （1796年11月13日）        | 兵部尚書             | 嘉慶二年八月丙辰 （1797年10月9日）          | 改禮部尚書           |
| 109  | 胡高望       | 浙江仁和   | 嘉慶二年八月丙辰 （1797年10月9日）         | 吏部右侍郎           | 嘉慶三年二月壬子 （1798年4月3日）           | 休                   |
| 110  | 吳省欽       | 江蘇南匯   | 嘉慶三年二月壬子 （1798年4月3日）          | 吏部左侍郎           | 嘉慶四年正月癸酉 （1799年2月18日）          | 革                   |
| 111  | 劉權之       | 湖南長沙   | 嘉慶四年正月乙亥 （1799年2月20日）         | 吏部右侍郎           | 嘉慶四年十月壬辰 （1799年11月4日）          | 改吏部尚書           |
| 112  | 范建中       | 漢軍鑲黃旗 | 嘉慶四年十月壬辰 （1799年11月4日）         | 戶部尚書             | 嘉慶四年十月壬寅 （1799年11月14日）         | 改杭州將軍           |
| 113  | 趙佑         | 浙江仁和   | 嘉慶四年十月壬寅 （1799年11月14日）        | 吏部左侍郎           | 嘉慶五年正月壬申 （1800年1月12日）          | 病免                 |
| 114  | 汪承霈       | 浙江錢塘   | 嘉慶五年二月辛卯 （1800年3月3日）          | 工部左侍郎           | 嘉慶五年六月丁卯 （1800年8月6日）           | 改兵部尚書           |
| 115  | 馮光熊       | 浙江嘉興   | 嘉慶五年六月丁卯 （1800年8月6日）          | 工部右侍郎           | 嘉慶六年九月甲申 （1801年10月17日）         | 去世                 |
| 116  | 熊枚         | 江西鉛山   | 嘉慶六年九月甲申 （1801年10月17日）        | 刑部左侍郎           | 嘉慶七年七月戊戌 （1802年8月27日）          | 改刑部尚書           |
| 117  | 汪承霈       | 浙江錢塘   | 嘉慶七年七月戊戌 （1802年8月27日）         | 兵部尚書             | 嘉慶九年九月庚戌 （1804年10月27日）         | 休                   |
| 118  | 熊枚         | 江西鉛山   | 嘉慶九年九月庚戌 （1804年10月27日）        | 熱河都統             | 嘉慶十年正月辛亥 （1805年2月25日）          | 改工部尚書           |
| 119  | 陳大文       | 河南杞縣   | 嘉慶十年正月辛亥 （1805年2月25日）         | 兩江總督             | 嘉慶十年二月辛未 （1805年3月17日）          | 改兵部尚書           |
| 120  | 鄒炳泰       | 江蘇無錫   | 嘉慶十年二月辛未 （1805年3月17日）         | 倉場侍郎             | 嘉慶十年五月己亥 （1805年6月13日）          | 改兵部尚書           |
| 121  | 王懿修       | 安徽青陽   | 嘉慶十年五月己亥 （1805年6月13日）         | 禮部左侍郎           | 嘉慶十年閏六月戊午 （1805年7月26日）        | 改禮部尚書           |
| 122  | 秦承恩       | 江蘇江寧   | 嘉慶十年閏六月戊午 （1805年7月26日）       | 江西巡撫             | 嘉慶十一年五月癸亥 （1806年7月2日）         | 改工部尚書           |
| 123  | 熊枚         | 江西鉛山   | 嘉慶十一年五月癸亥 （1806年7月2日）        | 工部尚書             | 嘉慶十一年九月癸丑 （1806年10月20日）       | 降四品               |
| 124  | 劉權之       | 湖南長沙   | 嘉慶十一年九月庚申 （1806年10月27日）      | 內閣學士             | 嘉慶十二年正月丙午 （1807年2月10日）        | 改兵部尚書           |
| 125  | 周廷棟       | 順天大興   | 嘉慶十二年正月丙午 （1807年2月10日）       | 刑部左侍郎           | 嘉慶十三年十二月乙巳 （1809年1月29日）      | 休                   |
| 126  | 周興岱       | 四川涪州   | 嘉慶十三年十二月乙巳 （1809年1月29日）     | 兵部右侍郎           | 嘉慶十四年十一月丙寅 （1809年12月16日）     | 去世                 |
| 127  | 邵自昌       | 順天大興   | 嘉慶十四年十一月丙寅 （1809年12月16日）    | 兵部左侍郎           | 嘉慶十七年十二月壬子 （1813年1月15日）      | 病免                 |
| 128  | 王集         | 漢軍正藍旗 | 嘉慶十七年十二月壬子 （1813年1月15日）     | 工部尚書             | 嘉慶十九年二月丁巳 （1814年3月16日）        | 休                   |
| 129  | 戴均元       | 江西大庾   | 嘉慶十九年二月丁巳 （1814年3月16日）       | 戶部右侍郎           | 嘉慶十九年八月乙亥 （1814年9月30日）        | 改禮部尚書           |
| 130  | 茹棻         | 浙江會稽   | 嘉慶十九年八月乙亥 （1814年9月30日）       | 工部左侍郎           | 嘉慶二十一年五月辛卯 （1816年6月7日）       | 降                   |
| 131  | 馬慧裕       | 漢軍正黃旗 | 嘉慶二十一年五月辛卯 （1816年6月7日）      | 湖廣總督             | 嘉慶二十一年七月丁巳 （1816年9月1日）       | 改滿缺禮部尚書       |
| 132  | 戴聯奎       | 順天大興   | 嘉慶二十一年七月丙辰 （1816年8月31日）     | 吏部左侍郎           | 嘉慶二十二年三月辛未 （1818年5月13日）      | 改禮部尚書           |
| 133  | 汪廷珍       | 江蘇山陽   | 嘉慶二十二年三月辛未 （1818年5月13日）     | 禮部左侍郎           | 嘉慶二十三年三月庚戌 （1819年4月17日）      | 改禮部尚書           |
| 134  | 吳芳培       | 安徽涇縣   | 嘉慶二十三年三月庚戌 （1819年4月17日）     | 吏部右侍郎           | 嘉慶二十三年十二月庚寅 （1820年1月22日）    | 降一級調任           |
| 135  | 劉鐶之       | 山東諸城   | 嘉慶二十三年十二月辛卯 （1820年1月23日）   | 署兵部左侍郎         | 嘉慶二十四年三月戊辰 （1820年4月24日）      | 改兵部尚書           |
| 136  | 汪廷珍       | 江蘇山陽   | 嘉慶二十四年三月戊辰 （1820年4月24日）     | 禮部左侍郎           | 嘉慶二十四年九月壬戌 （1820年10月15日）     | 改禮部尚書           |
| 137  | 顧德慶       | 山西陽曲   | 嘉慶二十四年九月壬戌 （1820年10月15日）    | 吏部右侍郎           | 道光二年正月辛未 （1822年2月16日）          | 降兵部左侍郎         |
| 138  | 王鼎         | 陝西蒲城   | 道光二年正月辛未 （1822年2月16日）         | 戶部右侍郎           | 道光三年正月 （1823年）                     | 憂免                 |
| 139  | 史致光       | 浙江山陰   | 道光三年正月己未 （1823年3月7日）          | 前雲貴總督           | 道光三年七月戊辰 （1823年8月7日）           | 病免                 |
| 140  | 陸以莊       | 浙江蕭山   | 道光三年七月戊辰 （1823年8月7日）          | 署吏部右侍郎         | 道光四年七月丙子 （1824年8月9日）           | 改工部尚書           |
| 141  | 姚文田       | 浙江歸安   | 道光四年七月丁丑 （1824年8月10日）         | 戶部左侍郎           | 道光七年七月丙辰 （1827年9月3日）           | 改禮部尚書           |
| 142  | 湯金釗       | 浙江錢塘   | 道光七年七月丙辰 （1827年9月3日）          | 戶部左侍郎           | 道光七年十月丙戌 （1827年12月2日）          | 改禮部尚書           |
| 143  | 潘世恩       | 江蘇吳縣   | 道光七年十月丙戌 （1827年12月2日）         | 吏部左侍郎           | 道光十年九月戊寅 （1830年11月8日）          | 改工部尚書           |
| 144  | 朱士彥       | 江蘇寶應   | 道光十年九月戊寅 （1830年11月8日）         | 兵部左侍郎           | 道光十一年五月丙寅 （1831年6月24日）        | 改工部尚書           |
| 145  | 白鎔         | 順天通州   | 道光十一年五月丙寅 （1831年6月24日）       | 吏部右侍郎           | 道光十三年四月己酉 （1833年5月27日）        | 改工部尚書           |
| 146  | 湯金釗       | 浙江錢塘   | 道光十三年四月己酉 （1833年5月27日）       | 戶部左侍郎           | 道光十三年十月辛酉 （1833年12月5日）        | 改工部尚書           |
| 147  | 史致儼       | 江蘇江都   | 道光十三年十月辛酉 （1833年12月5日）       | 刑部左侍郎           | 道光十四年二月辛酉 （1834年4月4日）         | 改禮部尚書           |
| 148  | 何淩漢       | 湖南道州   | 道光十四年二月辛酉 （1834年4月4日）        | 吏部右侍郎           | 道光十四年十一月丁亥 （1834年12月26日）     | 改工部尚書           |
| 149  | 吳椿         | 安徽歙縣   | 道光十四年十一月丁亥 （1834年12月26日）    | 戶部右侍郎           | 道光十六年五月戊戌 （1836年6月29日）        | 改禮部尚書           |
| 150  | 李宗昉       | 江蘇山陽   | 道光十六年五月戊戌 （1836年6月29日）       | 吏部左侍郎           | 道光十七年十二月己巳 （1838年1月21日）      | 憂免                 |
| 151  | 卓秉恬       | 四川華陽   | 道光十七年十二月己巳 （1838年1月21日）     | 吏部左侍郎           | 道光十八年五月癸丑 （1838年7月11日）        | 改兵部尚書           |
| 152  | 姚元之       | 安徽桐城   | 道光十八年五月癸丑 （1838年7月11日）       | 刑部左侍郎           | 道光十八年十二月乙未 （1839年2月11日）      | 降二級調任           |
| 153  | 龔守正       | 浙江仁和   | 道光十八年十二月乙未 （1839年2月11日）     | 吏部右侍郎           | 道光十九年三月辛丑 （1839年4月18日）        | 授禮部尚書           |
| 154  | 廖鴻荃       | 福建侯官   | 道光十九年三月辛丑 （1839年4月18日）       | 吏部右侍郎           | 道光十九年十二月戊子 （1840年1月30日）      | 改工部尚書           |
| 155  | 祁寯藻       | 山西壽陽   | 道光十九年十二月戊子 （1840年1月30日）     | 吏部右侍郎           | 道光二十年二月丁卯 （1840年3月9日）         | 改兵部尚書           |
| 156  | 沈岐         | 江蘇通州   | 道光二十年二月丁卯 （1840年3月9日）        | 吏部右侍郎           | 道光二十二年九月丁未 （1842年10月5日）      | 乞養                 |
| 157  | 李宗昉       | 江蘇山陽   | 道光二十二年九月丁未 （1842年10月5日）     | 前署兵部尚書         | 道光二十四年二月庚戌 （1844年3月31日）      | 改禮部尚書           |
| 158  | 杜受田       | 山東濱州   | 道光二十四年二月庚戌 （1844年3月31日）     | 戶部左侍郎           | 道光二十四年十二月戊申 （1845年1月23日）    | 改工部尚書           |
| 159  | 祝慶蕃       | 河南固始   | 道光二十四年十二月戊申 （1845年1月23日）   | 戶部左侍郎           | 道光二十五年十月辛丑 （1845年11月12日）     | 改禮部尚書           |
| 160  | 魏元烺       | 直隸昌黎   | 道光二十五年十月辛丑 （1845年11月12日）    | 刑部右侍郎           | 道光二十七年三月乙巳 （1847年5月10日）      | 改禮部尚書           |
| 161  | 賈楨         | 山東黃縣   | 道光二十七年三月乙巳 （1847年5月10日）     | 戶部左侍郎           | 道光二十七年五月丙戌 （1847年6月20日）      | 改禮部尚書           |
| 162  | 孫瑞珍       | 山東濟寧   | 道光二十七年五月丙戌 （1847年6月20日）     | 戶部左侍郎           | 道光二十九年七月戊戌 （1849年8月20日）      | 改禮部尚書           |
| 163  | 王廣蔭       | 江蘇通州   | 道光二十九年七月戊戌 （1849年8月20日）     | 工部左侍郎           | 道光三十年六月癸亥 （1850年7月11日）        | 改工部尚書           |
| 164  | 季芝昌       | 江蘇江陰   | 道光三十年六月癸亥 （1850年7月11日）       | 戶部左侍郎           | 咸豐元年五月乙巳 （1851年6月18日）          | 改閩浙總督           |
| 165  | 朱鳳標       | 浙江蕭山   | 咸豐元年五月乙巳 （1851年6月18日）         | 戶部左侍郎           | 咸豐四年二月己卯 （1854年3月8日）           | 改刑部尚書           |
| 166  | 周祖培       | 河南商城   | 咸豐四年二月己卯 （1854年3月8日）          | 吏部左侍郎           | 咸豐四年十一月庚寅 （1855年1月13日）        | 改兵部尚書           |
| 167  | 許乃普       | 浙江錢塘   | 咸豐四年十一月庚寅 （1855年1月13日）       | 吏部左侍郎           | 咸豐六年十一月乙卯 （1856年11月28日）       | 改工部尚書           |
| 168  | 朱嶟         | 雲南通海   | 咸豐六年十一月乙卯 （1856年11月28日）      | 戶部右侍郎           | 咸豐八年十一月己卯 （1858年12月12日）       | 改禮部尚書           |
| 169  | 張祥河       | 江蘇婁縣   | 咸豐八年十一月庚辰 （1858年12月13日）      | 吏部右侍郎           | 咸豐九年五月乙未 （1859年6月26日）          | 改工部尚書           |
| 170  | 沈兆霖       | 浙江錢塘   | 咸豐九年五月乙未 （1859年6月26日）         | 戶部左侍郎           | 咸豐十年九月甲午 （1860年10月17日）         | 改兵部尚書           |
| 171  | 萬青藜       | 江西德化   | 咸豐十年九月甲午 （1860年10月17日）        | 吏部右侍郎           | 咸豐十一年十月癸亥 （1861年11月10日）       | 改兵部尚書           |
| 172  | 王慶雲       | 福建閩縣   | 咸豐十一年十月甲子 （1861年11月11日）      | 前兩廣總督           | 咸豐十一年十二月庚午 （1862年1月16日）      | 改工部尚書           |
| 173  | 羅惇衍       | 廣東順德   | 咸豐十一年十二月庚午 （1862年1月16日）     | 前戶部左侍郎         | 同治元年七月庚子 （1862年8月14日）          | 改戶部尚書           |
| 174  | 李棠階       | 河南河內   | 同治元年七月庚子 （1862年8月14日）         | 禮部右侍郎           | 同治二年二月乙酉 （1863年3月27日）          | 改工部尚書           |
| 175  | 單懋謙       | 湖北襄陽   | 同治二年二月乙酉 （1863年3月27日）         | 吏部左侍郎           | 同治三年七月癸亥 （1864年8月26日）          | 改工部尚書           |
| 176  | 齊承彥       | 直隸天津   | 同治三年七月癸亥 （1864年8月26日）         | 刑部左侍郎           | 同治四年二月戊子 （1865年3月19日）          | 改刑部尚書           |
| 177  | 曹毓瑛       | 江蘇江陰   | 同治四年二月戊子 （1865年3月19日）         | 兵部左侍郎           | 同治四年十一月壬申 （1865年12月28日）       | 改兵部尚書           |
| 178  | 董恂         | 江蘇甘泉   | 同治四年十一月壬申 （1865年12月28日）      | 戶部右侍郎           | 同治五年三月丙戌 （1866年5月11日）          | 改兵部尚書           |
| 179  | 汪元方       | 安徽歙縣   | 同治五年三月丙戌 （1866年5月11日）         | 戶部左侍郎           | 同治六年十月癸巳 （1867年11月9日）          | 去世                 |
| 180  | 譚廷襄       | 浙江山陰   | 同治六年十月癸巳 （1867年11月9日）         | 戶部左侍郎           | 同治六年十二月辛卯 （1868年1月6日）         | 改刑部尚書           |
| 181  | 鄭敦謹       | 湖南長沙   | 同治六年十二月辛卯 （1868年1月6日）        | 刑部左侍郎           | 同治七年三月丙子 （1868年4月20日）          | 改工部尚書           |
| 182  | 毛昶熙       | 河南武陟   | 同治七年三月丙子 （1868年4月20日）         | 戶部左侍郎           | 同治八年六月辛酉 （1869年7月29日）          | 改工部尚書           |
| 183  | 沈桂芬       | 順天宛平   | 同治八年六月辛酉 （1869年7月29日）         | 吏部左侍郎           | 同治九年四月甲辰 （1870年5月8日）           | 改兵部尚書           |
| 184  | 龐鍾璐       | 江蘇上海   | 同治九年四月甲辰 （1870年5月8日）          | 吏部右侍郎           | 同治十年七月乙卯 （1871年9月11日）          | 改刑部尚書           |
| 185  | 李鴻藻       | 直隸高陽   | 同治十年七月乙卯 （1871年9月11日）         | 戶部右侍郎           | 同治十一年八月庚申 （1872年9月10日）        | 改工部尚書           |
| 186  | 桑春榮       | 順天宛平   | 同治十一年八月庚申 （1872年9月10日）       | 刑部右侍郎           | 同治十一年八月壬戌 （1872年9月12日）        | 改刑部尚書           |
| 187  | 胡家玉       | 江西新建   | 同治十一年八月壬戌 （1872年9月12日）       | 吏部右侍郎           | 同治十二年十二月戊子 （1874年1月31日）      | 降二級調任           |
| 188  | 賀壽慈       | 湖北蒲圻   | 同治十二年十二月己丑 （1874年2月1日）      | 刑部左侍郎           | 光緒三年九月丙寅 （1877年10月20日）         | 改工部尚書           |
| 189  | 徐桐         | 漢軍正藍旗 | 光緒三年九月丙寅 （1877年10月20日）        | 吏部右侍郎           | 光緒四年五月戊辰 （1878年6月19日）          | 改禮部尚書           |
| 190  | 翁同龢       | 江蘇常熟   | 光緒四年五月戊辰 （1878年6月19日）         | 戶部右侍郎           | 光緒五年正月辛未 （1879年2月17日）          | 改刑部尚書           |
| 191  | 潘祖蔭       | 江蘇吳縣   | 光緒五年正月辛未 （1879年2月17日）         | 戶部左侍郎           | 光緒五年三月乙卯 （1879年4月2日）           | 改工部尚書           |
| 192  | 童華         | 浙江鄞縣   | 光緒五年三月乙卯 （1879年4月2日）          | 吏部左侍郎           | 光緒八年正月辛亥 （1882年3月13日）          | 解職                 |
| 193  | 畢道遠       | 山東淄川   | 光緒八年正月辛亥 （1882年3月13日）         | 倉場侍郎             | 光緒十年三月庚寅 （1884年4月10日）          | 改禮部尚書           |
| 194  | 祁世長       | 山西壽陽   | 光緒十年三月庚寅 （1884年4月10日）         | 吏部左侍郎           | 光緒十六年十一月己巳 （1890年12月14日）     | 改工部尚書           |
| 195  | 孫家鼐       | 安徽壽州   | 光緒十六年十一月己巳 （1890年12月14日）    | 吏部右侍郎           | 光緒十八年八月壬申 （1892年10月7日）        | 改工部尚書           |
| 196  | 徐郙         | 江蘇嘉定   | 光緒十八年八月壬申 （1892年10月7日）       | 吏部左侍郎           | 光緒二十一年六月己卯 （1895年7月31日）      | 改兵部尚書           |
| 197  | 許應騤       | 廣東番禺   | 光緒二十一年六月己卯 （1895年7月31日）     | 倉場侍郎             | 光緒二十二年十月辛卯 （1896年12月4日）      | 改工部尚書           |
| 198  | 錢應溥       | 浙江嘉興   | 光緒二十二年十月辛卯 （1896年12月4日）     | 工部左侍郎           | 光緒二十三年七月壬辰 （1897年8月2日）       | 改工部尚書           |
| 199  | 廖壽恒       | 江蘇嘉定   | 光緒二十三年七月壬辰 （1897年8月2日）      | 倉場侍郎             | 光緒二十三年九月辛卯 （1897年9月30日）      | 改刑部尚書           |
| 200  | 徐樹銘       | 湖南長沙   | 光緒二十三年九月辛卯 （1897年9月30日）     | 吏部右侍郎           | 光緒二十五年五月乙卯 （1899年6月16日）      | 改工部尚書           |
| 201  | 徐用儀       | 浙江海鹽   | 光緒二十五年五月乙卯 （1899年6月16日）     | 吏部左侍郎           | 光緒二十五年十一月己巳 （1899年12月27日）   | 改兵部尚書           |
| 202  | 徐會灃       | 山東諸城   | 光緒二十五年十一月己巳 （1899年12月27日）  | 吏部左侍郎           | 光緒二十六年四月丁酉 （1900年5月24日）      | 遷工部尚書           |
| 203  | 吳廷芬       | 安徽休寧   | 光緒二十六年四月丁酉 （1900年5月24日）     | 戶部右侍郎           | 光緒二十六年九月癸酉 （1900年10月27日）     | 病免                 |
| 204  | 鹿傳霖       | 直隸定興   | 光緒二十六年九月癸酉 （1900年10月27日）    | 兩廣總督             | 光緒二十六年九月丁丑 （1900年10月31日）     | 改禮部尚書           |
| 205  | 瞿鴻禨       | 湖南善化   | 光緒二十六年九月丁丑 （1900年10月31日）    | 禮部右侍郎           | 光緒二十六年九月戊子 （1900年11月11日）     | 改工部尚書           |
| 206  | 張百熙       | 湖南長沙   | 光緒二十六年九月戊子 （1900年11月11日）    | 禮部左侍郎           | 光緒二十七年六月甲辰 （1901年7月25日）      | 改工部尚書           |
| 207  | 呂海寰       | 順天大興   | 光緒二十七年六月甲辰 （1901年7月25日）     | 戶部左侍郎           | 光緒二十七年十二月乙卯 （1902年2月1日）     | 改工部尚書           |
| 208  | 陸潤庠       | 江蘇元和   | 光緒二十七年十二月乙卯 （1902年2月1日）    | 禮部右侍郎           | 光緒三十一年十二月庚戌 （1906年1月6日）     | 遷工部尚書           |
| 209  | 陸寶忠       | 江蘇太倉   | 光緒三十一年十二月庚戌 （1906年1月6日）    | 兵部右侍郎           | 光緒三十二年九月甲寅 （1906年11月6日）      | 部院改組             |
| 序号 | 姓名         | 籍贯       | 上任时间                                   | 任前职务             | 卸任时间                                    | 卸任原因             |

## 都御史
光緒三十二年九月甲寅（1906年11月6日），清政府根據《宣示預備立憲》仲的“厘定官制”的規定，改組各部院，其中都察院左都御史二員（滿漢各一）改設都御史一員，不分滿漢。
| 序号 | 姓名   | 籍贯     | 上任时间                               | 任前职务       | 卸任时间                               | 卸任原因 |
| ---- | ------ | -------- | -------------------------------------- | -------------- | -------------------------------------- | -------- |
| 1    | 陸寶忠 | 江蘇太倉 | 光緒三十二年九月甲寅 （1906年11月6日） | 漢缺左都御史   | 光緒三十四年四月戊寅 （1908年5月23日） | 病免     |
| 2    | 張英麟 | 山東曆城 | 光緒三十四年四月戊寅 （1908年5月23日） | 鑲黃旗漢軍都統 | 宣統三年九月乙亥 （1911年11月1日）     | 解任     |
| 序号 | 姓名   | 籍贯     | 上任时间                               | 任前职务       | 卸任时间                               | 卸任原因 |